# Campionats del món de ciclocròs de 1992
Els Campionats del món de ciclocròs de 1992 foren la 43a edició dels mundials de la modalitat de ciclocròs i es disputaren el 1 i 2 de febrer de 1992 a Leeds, Yorkshire, Anglaterra. Foren tres les proves disputades.

## Resultats
| Prova         | Or              | Plata            | Bronze              |
| Cursa elit    | Mike Kluge      | Karel Camrda     | Adrie van der Poel  |
| Cursa amateur | Daniele Pontoni | Dieter Runkel    | Thomas Frischknecht |
| Cursa júnior  | Roger Hammond   | Vojtěch Bachleda | Jan Faltýnek        |

## Classificacions

### Classificació de la prova elit
| Pos. | Ciclista           | País           | Temps           |
| ---- | ------------------ | -------------- | --------------- |
|      | Mike Kluge         | Alemanya       | 1 h 04 min 36 s |
|      | Karel Camrda       | Txecoslovàquia | + 0:18          |
|      | Adrie van der Poel | Països Baixos  | + 0:53          |
| 4    | Beat Wabel         | Suïssa         | + 0:55          |
| 5    | Radomír Šimůnek    | Txecoslovàquia | + 1:20          |
| 6    | Beat Breu          | Suïssa         | + 1:23          |
| 7    | Karl Kälin         | Suïssa         | + 1:32          |
| 8    | Miloslav Kvasnička | Txecoslovàquia | + 1:33          |
| 9    | David Baker        | Regne Unit     | + 1:40          |
| 10   | Danny De Bie       | Bèlgica        | + 1:44          |

### Classificació de la prova amateur
| Pos. | Ciclista            | País           | Temps       |
| ---- | ------------------- | -------------- | ----------- |
|      | Daniele Pontoni     | Itàlia         | 50 min 56 s |
|      | Dieter Runkel       | Suïssa         | + 0:46      |
|      | Thomas Frischknecht | Suïssa         | + 1:05      |
| 4    | Emmanuel Magnien    | França         | + 1:11      |
| 5    | Andreas Hubmann     | Suïssa         | + 1:13      |
| 6    | Andreas Büsser      | Suïssa         | + 1:38      |
| 7    | Pavel Elsnic        | Txecoslovàquia | + 1:38      |
| 8    | Ralph Berner        | Alemanya       | + 1:44      |
| 9    | Jörg Arenz          | Alemanya       | + 2:00      |
| 10   | Radovan Fořt        | Txecoslovàquia | + 2:07      |

### Classificació de la prova júnior
| Pos. | Ciclista         | País           | Temps       |
| ---- | ---------------- | -------------- | ----------- |
|      | Roger Hammond    | Regne Unit     | 38 min 10 s |
|      | Vojtěch Bachleda | Txecoslovàquia | + 0:20      |
|      | Jan Faltýnek     | Txecoslovàquia | + 0:49      |
| 4    | Tomasz Bukowski  | Polònia        | + 0:55      |
| 5    | Malte Urban      | Alemanya       | + 1:00      |
| 6    | Pascal Perrin    | França         | + 1:10      |
| 7    | Rolf Verhaegen   | Bèlgica        | + 1:12      |
| 8    | Markus Zberg     | Suïssa         | + 1:22      |
| 9    | Jérôme Delbove   | França         | + 1:31      |
| 10   | Martin Elsnic    | Txecoslovàquia | + 1:37      |

## Medaller
| Pos. | País           | Or | Plata | Bronze | Total |
| 1    | Alemanya       | 1  | 0     | 0      | 1     |
| 1    | Regne Unit     | 1  | 0     | 0      | 1     |
| 1    | Itàlia         | 1  | 0     | 0      | 1     |
| 4    | Txecoslovàquia | 0  | 2     | 1      | 3     |
| 5    | Suïssa         | 0  | 1     | 1      | 1     |
| 6    | Països Baixos  | 0  | 0     | 1      | 1     |